# József C. Dobos
József C. Dobos (ur. 18 stycznia 1847 w Peszcie, zm. 10 października 1924 w Budapeszcie) – węgierski cukiernik, restaurator i autor książek kulinarnych. 

## Życiorys
Urodził się w Peszcie, w drobnomieszczańskiej, kucharskiej rodzinie. Jego ojcem był András Dobos, kucharz, a matką Rozália Gogola. Fachu uczył się u swojego ojca, a następnie u rodziny Andrássych. W 1878 r. otworzył w Budapeszcie delikatesy, w których sprzedawał również potrawy własnego wyrobu. W 1884 r. wymyślił, a w 1885 r. na wystawie zaprezentował tort, który później stał się znany na świecie jako tort Dobosa (Dobosza). Oprócz tego na tej samej wystawie prowadził ekskluzywną restaurację z bardzo wysokimi cenami. Wśród artykułów spożywczych zaprezentował również żywność konserwowaną: szparagi, groszek cukrowy, trufle, gęsią wątróbkę i balatońskiego sandacza oraz ocet tokajski i ocet do dziczyzny. 
Był również znakomitym pisarzem fachowym. Jednym z najbardziej znanych dzieł jest wydana w 1881 r. Magyar-francia szakácskönyv (Węgiersko-francuska książka kucharska), będąca wiernym odzwierciedleniem swoich czasów. Zaprezentował w niej prawdziwie francuskie metody: gotowanie na parze, używanie dużej ilości warzyw, sposoby przygotowania i podawania dań. Na początku autor podał nazwy potraw w obu językach, a następnie przeszedł do praktyki, dzięki której takie pojęcia jak rolady, antrykoty, frytki, sosy i wiele innych przeszły do powszechnego użytku na Węgrzech. 
Dobos miał swój pawilon na wystawie milenijnej w 1896 r. w Budapeszcie. Z działalności gospodarczej wycofał się w 1906 r. Większość swego majątku zainwestował w pożyczkę wojenną i zmarł w biedzie. Dzięki swojemu wykształceniu cieszył się powszechnym szacunkiem i miał wielu sławnych przyjaciół. Posiadał też bogatą bibliotekę. 

## Tort Dobosa

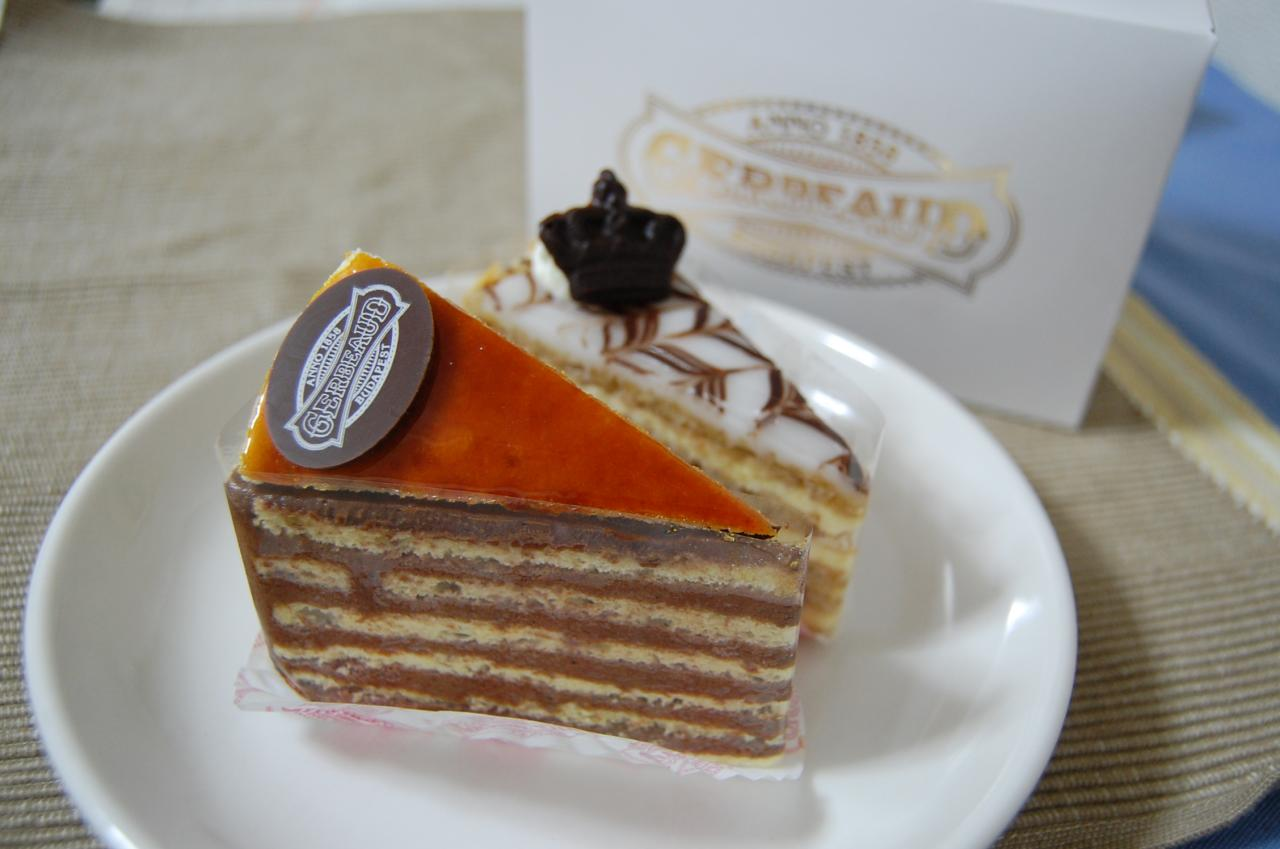
Tort Dobosza pokryty słynnym lukrem

Słynny tort zaprezentowano na węgierskiej Wystawie Krajowej w 1885 r. wzbudzając entuzjazm budapeszteńskich smakoszy i cukierników. Zarówno czekoladowy krem jajeczny, jak i ciasto, były pomysłem Dobosa. Według tradycji, chłopiec zajmujący się zwykle wyrabianiem masła do kremu jajecznego, zamiast soli dodał do maselnicy cukier. Z tego "zepsutego" masła cukiernik stworzył swoje słynne dzieło. 
Wielu cukierników próbowało go naśladować, ale bez powodzenia, dopóki 1906 roku nie przekazał oryginalnego przepisu Branżowemu Stowarzyszeniu Cukierników i Piernikarzy (Fővárosi Cukrász és Mézeskalácsos Ipartestület).

## Główne dzieła

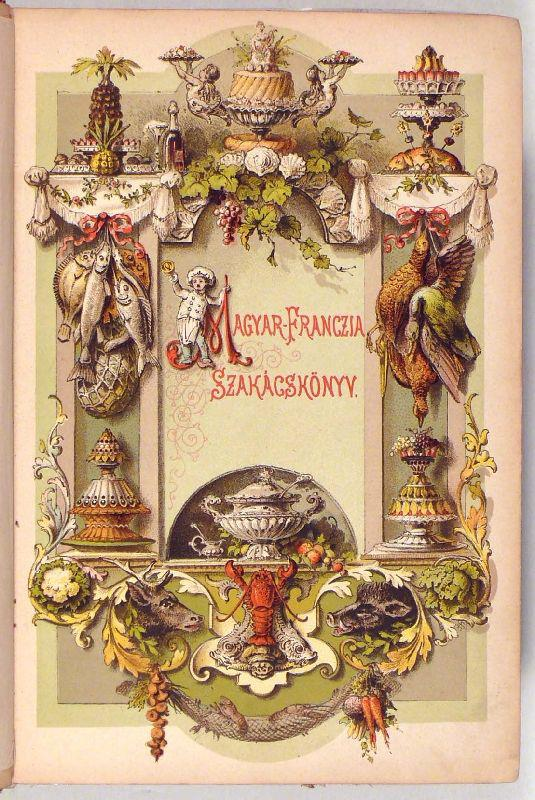
Książka kucharska Józsefa Dobosa (wydanie z 1883 r.)

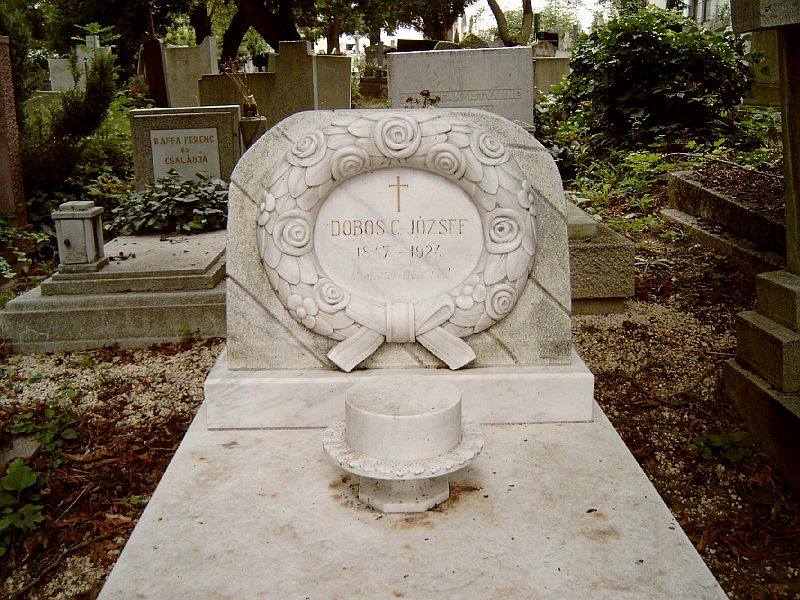
Grób Józsefa C Dobosa w Budapeszcie. Cmentarz Farkasréti: 1/6-1-62.

- Magyar–franczia szakácskönyv (Budapest, 1881)[5]
- Die Phantasie auf der Reise (Budapest, 1904)
- Curiosa der Küche (Budapest, 1909)
- Geheimnis für Frauen (Budapest, 1912)
- Die Frau als irdischer Engel (Budapest, 1914)[3]